# اریک دوور
اریک دوور (انگلیسی: Eric Dover؛ زادهٔ ۱۹ ژانویهٔ ۱۹۶۷) یک موسیقی‌دان اهل ایالات متحده آمریکا است.